# Palaeanodontidae
Palaeanodontidae zijn een uitgestorven  familie van tweekleppigen uit de orde Veneroida.